# 卡尔·埃克利
卡尔·伊森·埃克利（英語：Carl Ethan Akeley，1864年5月19日—1926年11月18日）是一位动物标本剥制师、生物学家、动物保护者、发明家和自然摄影师。他被认为是现代标本剥制术之父，为菲爾德自然史博物館和美國自然史博物館做出贡献。